# Luis Eduardo Cortés
Luis Eduardo Cortés Landaeta (Quillota, Chile, 6 de agosto de 1961-), es un jinete de rodeo chileno, hijo de Remigio Cortés, gran arreglador de caballos chilenos. Comenzó en el movimiento de la rienda, con unas actuaciones notables con el Carretero, pero en 1994 decidió correr en rodeo integrándose al Criadero Santa Isabel. En el ambiente corralero es conocido como el "Negro" Cortés. Años más tarde vuelve al movimiento de la rienda, siendo el jinete que más títulos tiene en esa disciplina.
El "Negro" Cortés es uno de los jinete de rodeo con mayor participación a escala internacional. A sus nutridos antecedentes corraleros conquistados en el concierto nacional, donde destacan títulos de campeón de Chile de rodeo y reiteras coronas en la especialidad de la rienda, ha agregado una serie de triunfos en Argentina, haciendo collera con el especialista trasandino Ariel Sibilia, ganando tres campeonatos del "rodeo cuyano", como es conocido el rodeo en la Provincia de Mendoza en Argentina. Además ganó, junto con José Antonio Urrutia, el primer Campeonato Internacional de Rodeo disputado en 2005.
Actualmente corre por el criadero Palmas de Peñaflor de la Asociación Santiago Sur.
Su último título nacional de rodeo fue el Campeonato Nacional de Rodeo de 2022 junto a Alfredo Moreno Echeverría. Desde agosto de 2021 es considerado un Arreglador Maestro de la Escuela Ecuestre Huasa, conforme al reglamento publicado por la Federación Deportiva Nacional del Rodeo Chileno.

## Principales logros deportivos

### Principales actuaciones en Campeonatos chilenos
- 1985: Campeón del Campeonato Nacional de Movimiento de la rienda en "Carretero".
- 1986: Campeón del Campeonato Nacional de Movimiento de la rienda en "Carretero".
- 1987: Campeón del Campeonato Nacional de Movimiento de la rienda en "Carretero".
- 1989: Campeón del Campeonato Nacional de Movimiento de la rienda en "Carretero".
- 1990: Campeón del Campeonato Nacional de Movimiento de la rienda en "Carretero".
- 1999: Tercer lugar del Campeonato Nacional de Rodeo de 1999.
- 2000: Segundo lugar del Campeonato Nacional de Rodeo de 2000.
- 2001: Campeón del Campeonato Nacional de Rodeo de 2001.
- 2004: Tercer lugar del Campeonato Nacional de Rodeo de 2004.
- 2004: Campeón del Campeonato Nacional de Movimiento de la rienda en "Esta sí".
- 2005: Tercer lugar del Campeonato Nacional de Rodeo de 2005.
- 2013: Tercer lugar del Campeonato Nacional de Rodeo de 2013.
- 2017: Campeón del Campeonato Nacional de Movimiento de la rienda en "Palmeña".
- 2018: Campeón del Campeonato Nacional de Movimiento de la rienda en "Palmeña".
- 2019: Campeón del Campeonato Nacional de Movimiento de la rienda en "Palmeña".
- 2021: Campeón del Campeonato Nacional de Movimiento de la rienda en "Palmeña".
- 2022: Campeón del Campeonato Nacional de Movimiento de la rienda en "Palmeña".
- 2022: Campeón del Campeonato Nacional de Rodeo de 2022.
- 2024: Campeón del Campeonato Nacional de Movimiento de la rienda en "Palmeña".
- 2025: Campeón del Campeonato Nacional de Movimiento de la rienda en "Bien Vista".

### Campeonatos argentinos
- 2005: Tercer lugar del Campeonato Argentino de Rodeo
- 2006: Campeón del Campeonato Argentino de Rodeo[8]
- 2007: Campeón del Campeonato Argentino de Rodeo[9]
- 2008: Campeón del Campeonato Argentino de Rodeo[10]

### Campeonatos internacionales
- 2005: Campeón del Campeonato Internacional de Rodeo.[11]